# Presidente Hayes

Departementets läge.

Departementets flagga.

Departementet Presidente Hayes (Departamento de Presidente Hayes) är ett av Paraguays 17 departement.

## Geografi
Presidente Hayes har en yta på cirka 72 907 km² med cirka 82 000 invånare. Befolkningstätheten är 1 invånare/km². Departementet ligger i Región Occidental (Västra regionen).
Huvudorten är Pozo Colorado (tidigare Villa Hayes) med cirka 1 800 invånare.

## Förvaltning
Distriktet förvaltas av en Gobernador och har ordningsnummer 15, ISO 3166-2-koden är "PY-15".
Departementet är underdelad i 5 distritos (distrikt):
- Benjamín Aceval
- Nanawa
- Pozo Colorado
- Puerto Pinasco
- Villa Hayes

Distrikten är sedan underdelade i municipios (kommuner).